# جابجایی طعمه
جابجایی طعمه یا جابجایی شکار (به انگلیسی: Prey switching)، وابسته به فراوانی است که در آن شکارگر به‌طور ترجیحی رایج‌ترین نوع طعمه را مصرف می‌کند. این پدیده به عنوان انتخاب مرتد نیز توصیف شده‌است، اما این دو اصطلاح عموماً برای توصیف بخش‌های مختلف یک پدیده استفاده می‌شوند. انتخاب مرتد توسط نویسندگانی که به تفاوت‌های بین ریخت‌های ژنتیکی مختلف نگاه می‌کنند، استفاده شده‌است. در مقایسه، جابجایی طعمه هنگام توصیف انتخاب بین گونه‌های مختلف استفاده شده‌است.